# Maria Clara Lobregat
Maria Clara Lobregat (née Maria Clara Lorenzo à Zamboanga le 26 avril 1921 et décédée à Makati le 2 janvier 2004) était une femme politique philippine. Elle a été députée de 1987 à 1998 puis maire de Zamboanga de 1998 jusqu'à sa mort.

## Biographie
Issue d'une famille aisée, elle fait ses études au Pilar College de Zamboanga, puis au Maryknoll College (de nos jours le Miriam College) et au St. Scholastica's College de Manille. Elle épouse Celso Lobregat le 30 janvier 1945 avec qui elle a six enfants.
Après la mort de son mari dans un accident d'avion en 1968, elle s'engage en politique. Elle est élue déléguée à l'Assemblée constituante de 1971, puis obtient un siège de députée à la Chambre des représentants de 1987 à 1998 (remportant trois élections législatives au total). Sous son mandat, elle s'oppose à l'accord de paix signé en 1996 avec le Front Moro de libération nationale et aux réformes agraires proposées par l'administration de Corazon Aquino, et propose des lois pour le développement économique de sa région. 
En 1998, elle est élue maire de Zamboanga, fonction qu'elle occupe jusqu'à sa mort en 2004. Son fils Celso Lobregat devient maire à sa suite jusqu'en 2013. 
En dehors du domaine politique, Maria Clara Lobregat et sa famille possèdent de riches domaines agricoles spécialisés dans la plantation de cocotier. Elle était d'ailleurs présidente de la Philippine Coconut Producers Federation (ou Cocofed). 